# 鮑奇謨
鲍奇謨，浙江餘杭縣人，明朝地方官。同进士出身。

## 生平
萬曆四十年（1612年）舉壬子科浙江鄉試六十三名，萬曆四十七年（1619年）登己未科進士。天啟二年（1622年）任直隸上海縣知縣。